# Asynapta brachycera
Asynapta brachycera är en tvåvingeart som först beskrevs av Marikovskij 1958.  Asynapta brachycera ingår i släktet Asynapta och familjen gallmyggor.
Artens utbredningsområde är Kazakstan. Inga underarter finns listade i Catalogue of Life.